# Элгин-стрит
Элгин-стрит, англ. Elgin Street, также известна как Оттавская дорога № 91, англ. Ottawa Road #91 — улица в центральной части г. Оттава.
Изначально улица называлась Биддис-лейн, англ. Biddy’s Lane. Позднее переименована в честь лорда Элгина.
Улица проходит с севера на юг примерно параллельно каналу Ридо, проходя через Даунтаун и Сентертаун. Она начинается от Веллингтон-стрит на севере в районе площади Конфедерации, непосредственно к востоку от Парламента Канады и к западу от моста через канал Ридо. Начало улицы проходит вдоль площади Конфедерации, где установлен Национальный военный мемориал Канады. К югу от него, на восточной стороне улицы, находится Национальный центр искусств; на западной находится посольство Великобритании. Далее на юг Элгин-стрит проходит вдоль парка Конфедерации (к востоку от улицы) и отеля «Лорд Элгин» (к западу). Южнее парка на перекрёстке с Лорье-авеню, находится здание верховного суда Онтарио, а с противоположной от него стороны — Первая баптистская церковь. Далее находятся городская администрация Оттавы и пресвитерианская церковь Нокс.
Ещё южнее улица представляет собой торговые кварталы — здесь расположено большое количество магазинов, ресторанов и баров. Ближе к южной оконечности кварталы, примыкающие к улице, становятся жилыми, здесь располагаются высотные жилые здания.
Элгин-стрит заканчивается у автомагистрали Куинсуэй, где она переходит в Хоторн-Авеню, которая поворачивает на восток и через мост Претории над каналом Ридо ведёт в район Олд-Оттава-Саут. На южной оконечности Элгин-стрит, на углу с Кэтрин-стрит, находится штаб-квартира полиции Оттавы.
Улица имеет неофициальное название «Sens Mile» (Миля «Сенаторов»), по аналогии с Красной милей в Калгари и Синей милей в Эдмонтоне в честь хоккейной команды Ottawa Senators, игравшей в 2007 г. в финале плей-офф Кубка Стэнли.
1 января 2010 г. Община Элгин-стрит (Elgin Street Community) открыла интернет-портал, представляющий как жилой, так и деловой сектора улицы.

## Галерея изображений

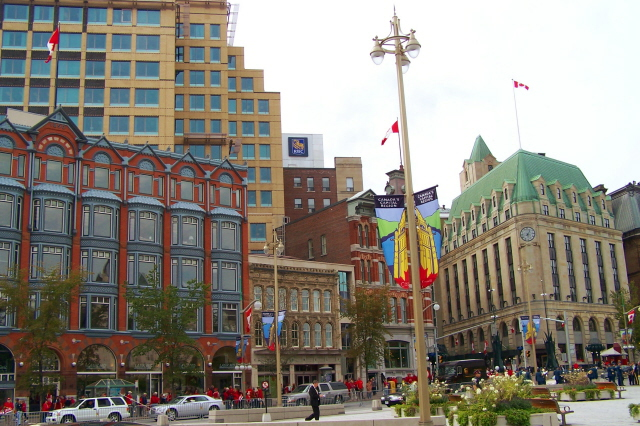
Историческая северная часть Элгин-стрит, перекрёсток со Спаркс-стрит
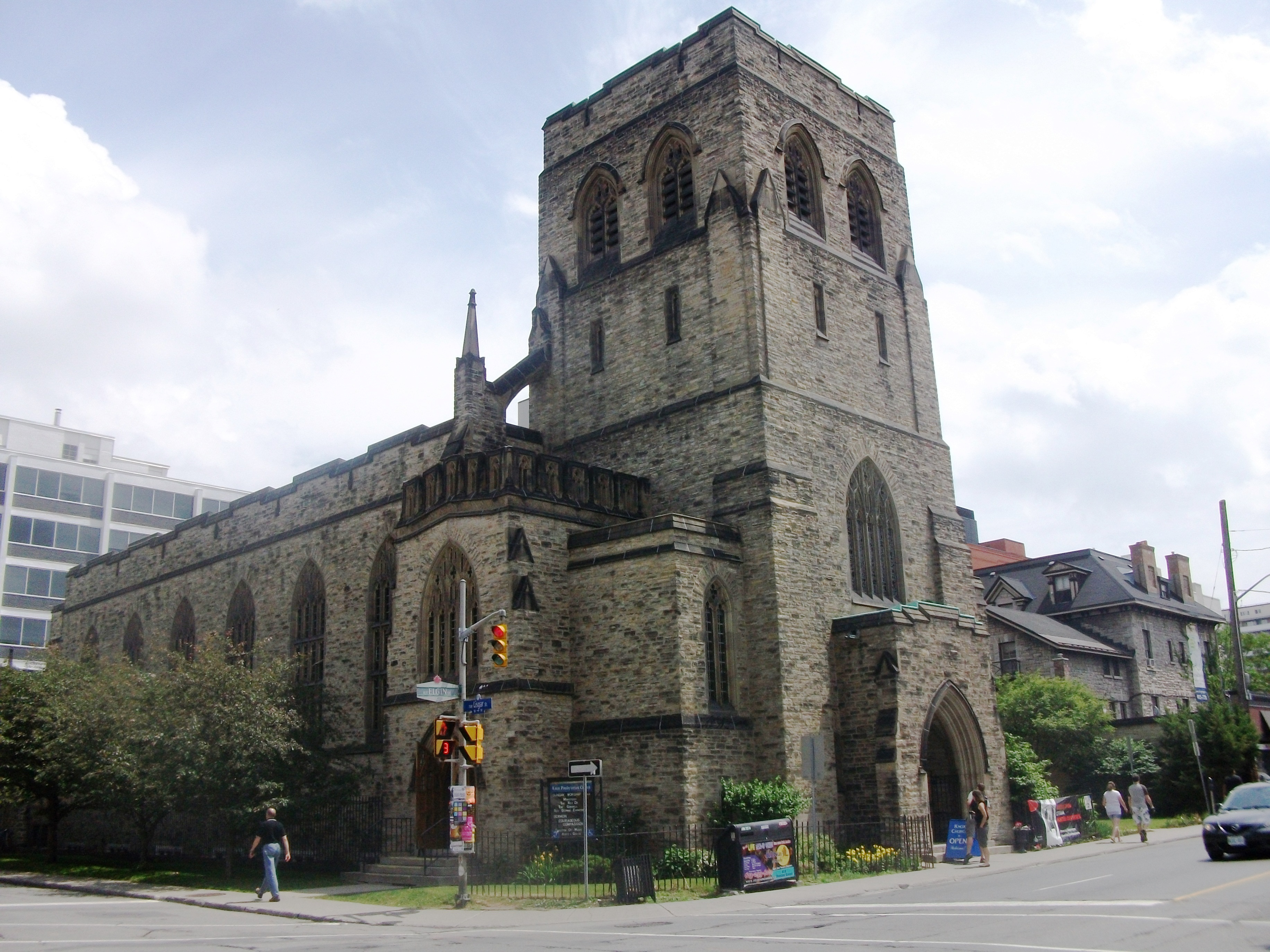
Пресвитерианская церковь Нокс на углу Элгин и Лисгар-стрит